# Casa Fedusa
Casa Fedusa (en occità: Çò de Fedusa) és una casa de Viella al municipi de Vielha e Mijaran (Vall d'Aran) inclosa a l'Inventari del Patrimoni Arquitectònic de Catalunya. Amb les finestres gòtiques del segle xvii contribueix al caràcter «medieval» del nucli antic de Vielha.

## Descripció
Habitatge tipus dels que s'organitzen paral·lelament a un carrer, en aquest cas el carrer Major. La casa en realitat integra dos edificis adossats de secció rectangular,segons es pot apreciar en el canvi de paraments i l'estructura graonada del capcer a la teulada. La façana paral·lela a la «capièra» i orientada a ponent, presenta obertures de fusta i de fàbrica distribuïdes en les dues plantes, tot i que el conjunt no observa ben bé la uniformitat.
La coberta d'encavallades de fusta suporta un llosat de pissarra, de dos vessants.De la porta, en la part superior, es diu que va ser bastit amb pedra de la cantera de Sant Beat. El portal també fou resolt amb peces de marbre, i en la llinda de la porta hi ha un títol emmarcat amb dos triangles en relleu, i en l'interior una inscripció de lectura dubtosa : 1605 P[au] SALERISA. A l'esquerra del mateix s'observa una antiga finestra paredada. Damunt de la porta apareix un finestral renaixentista, partit en quarters i ornat amb bases i motllures, unes tallades a bisell i d'altres resseguint l'extradós fins a acabar en colze en la línia d'impostes.

## Història
Al Comtat de Viella de l'any 1565 hi ha notícia de Joan Fedusa, el qual juntament amb un sònsol de la vila va dur a terme la compra de mules en la fira de Salàs, i a requeriment de diversos particulars, segons infereix M. Calzado. S. Temprado recull la tradició que la relaciona amb Es Farrèr de Simonet, de Canejan.